# مونردة مزدوجة
مونرد مزدوج (الاسم العلمي:Monarda didyma) هو نوع من النباتات يتبع جنس المونرد من الفصيلة الشفوية.